# Energean
Energean plc er en britisk multinational olie- og gasefterforsknings- og produktionsvirksomhed med fokus på naturgas. Den er børsnoteret på London Stock Exchange og Tel Aviv Stock Exchange.
Den blev etableret under navnet Aegean Energy SA i 2007. De begyndte med opkøbet af Eurotech Services SA fra Regal Petroleum i december 2007. Deres aktiviteter er koncentreret omkring Sydøsteuropa og Nordafrika.